# Josefine Sandblom
Josefine Sandblom, född 1979, är en svensk författare som skrivit flera feelgoodromaner.

## Biografi
Sandblom är uppvuxen i Ljungsbro, Linköping. Hon flyttade till Motala för att läsa en 2-årig skrivarkurs (Bona Folkhögskola). Efter studierna blev hon kvar, och placerade handlingen i sina romaner i samma stad. Hon är gift med Martin Adolfsson, och tillsammans har de två barn.